# Fantastica Oxa
Fantastica Oxa (Фантастична Окса) е сборен албум на италианската певица Анна Окса, издаден през 1988 година от музикалната компания CBS, докато Анна е водеща на предаването „Фантастико“. В деня след победата ѝ в дует с Фаусто Леали на Фестивала „Санремо“ с песента Ti lascerò (Ще те оставя), албумът е прездаден и в него на мястото на същата песен е включен кавърът на песента на Марио Лавеци Le tue ali (Крилете ти).

## Песни
1. Ti lascerò (Ще те оставя) – 4:02 (текст: Серджо Бардоти, Фабрицио Берлинчони – музика: Франко Фазано)
2. Senza di me (Без мен) – 3:40
3. Non scendo (Няма да сляза) – 3:55 (текст: Оскар Авогадро – музика: Марио Лавеци)
4. A lei (На нея) – 4:03 (текст: Роберто Векиони – музика: Мауро Паолуци)
5. Io no (Не и аз) – 3:55
6. Eclissi totale (Пълно затъмнение) – 3:15 (текст: Оскар Авогадро – музика: Марио Лавеци)
7. Caruso (Карузо) – 4:31 (кавър на Лучио Дала)
8. Un'emozione da poco/Il pagliaccio azzurro (Малко емоция/Синият палячо) – 3:48
9. Francesca (con i miei fiori) (Франческа (с моите цветя) – 4:10 (текст: Роберто Векиони – музика: Мауро Паолуци)
10. Gino, le parole (Джино, думите) – 4:25
11. Parlami (Говори ми) – 4:25 (текст: Роберто Векиони – музика: Мауро Паолуци)
12. Navigando (Плавайки) – 4:22